# Sergio Pellissier
Sergio Pellissier (pron. fr. AFI: [pelisje]) (Aosta, 12 aprile 1979) è un dirigente sportivo ed ex calciatore italiano, di ruolo attaccante, presidente onorario del Chievo.
Primatista di presenze del Chievo in Serie A e in tutte le competizioni, è il miglior marcatore del club nel massimo campionato (112 reti); è inoltre il marcatore più prolifico del derby di Verona (4).

## Biografia
È originario di Fénis, nato da padre valdostano e madre sarda originaria di Lodè. È sposato dal 2004 con Gian Micaela, conosciuta a Ferrara durante i trascorsi con la SPAL: la coppia ha tre figli. Assieme al compagno di squadra Lorenzo Squizzi, ha gestito per diversi anni una churrascheria a Verona.
Una sua biografia, Ho fatto trentuno, è stata scritta nel 2021 dal giornalista Matteo Renzoni, con prefazione di Jerry Calà.

## Caratteristiche tecniche
Attaccante che agiva principalmente da seconda punta, prediligeva allargarsi sull'esterno per poi tagliare verso il centro a cercare la conclusione.
Tra le sue caratteristiche spiccavano, oltre allo stacco aereo, la rapidità, il senso del gol e l'abilità negli inserimenti. Esprimeva al meglio le proprie qualità se affiancato da un centravanti, fisicamente prestante. Il suo contributo risultava prezioso anche in fase di non possesso.

## Carriera

### Giocatore

#### Club

##### Gli inizi

Pellissier (accosciato, primo da destra) nel Varese 1999-2000

Cresce nelle giovanili del Torino, che il 9 marzo 1997 lo fa debuttare in Serie B, contro la Salernitana. Nell'estate 1998 passa al Varese in Serie C1, contribuendo al raggiungimento dei play-off nella stagione successiva: in due anni, in Lombardia, colleziona 53 presenze e 9 gol. Acquistato dal Chievo nel 2000, viene prestato alla SPAL, dove in due stagioni sigla 17 gol in 44 partite.

##### Chievo

###### 2002-2008
Nell'estate 2002 torna al Chievo, entrando stabilmente nella rosa gialloblù. Il 22 settembre esordisce in Serie A, nella sconfitta (1-2) con il Brescia. Dopo aver debuttato anche in Coppa UEFA, nel match casalingo perso per 0-2 contro la Stella Rossa, il 3 novembre segna il suo primo gol con la maglia del Chievo, dando alla sua squadra la vittoria contro il Parma nei minuti di recupero. Termina la sua prima stagione in Serie A con 25 presenze e 5 reti segnate, contribuendo al settimo posto del Chievo, che tuttavia non basterà per ottenere nuovamente la qualificazione europea.
Nelle stagioni successive, Pellissier diventa, anno dopo anno, sempre più importante all’interno delle gerarchie del club scaligero, divenendone capocannoniere nel campionato 2004-2005 e contribuendo al raggiungimento della salvezza arrivata all'ultima giornata.
Nel campionato successivo si rende protagonista della cavalcata europea del Chievo, mettendo a segno 13 reti e uguagliando Massimo Marazzina nel record di marcature in campionato. La squadra veneta raggiunge il 7º posto in classifica centrando la qualificazione europea, ma le successive sentenze di Calciopoli permettono a Pellissier e compagni di approdare per la prima volta nella loro storia in Champions League. Nella stagione 2006-07 fa il proprio esordio in Champions League, con i veneti eliminati nel terzo turno preliminare dai bulgari del Levski Sofia, con un passivo totale di 2-4. Le sue 8 siglature in campionato non bastano a scongiurare il pericolo retrocessione del Chievo e, alla fine di questo, vive la sua prima retrocessione della squadra in B.
L'anno successivo sceglie di rimanere al Chievo, vestendo la fascia di capitano e rendendosi protagonista dell’immediata risalita nella massima categoria con 22 gol segnati.

###### 2008-2015

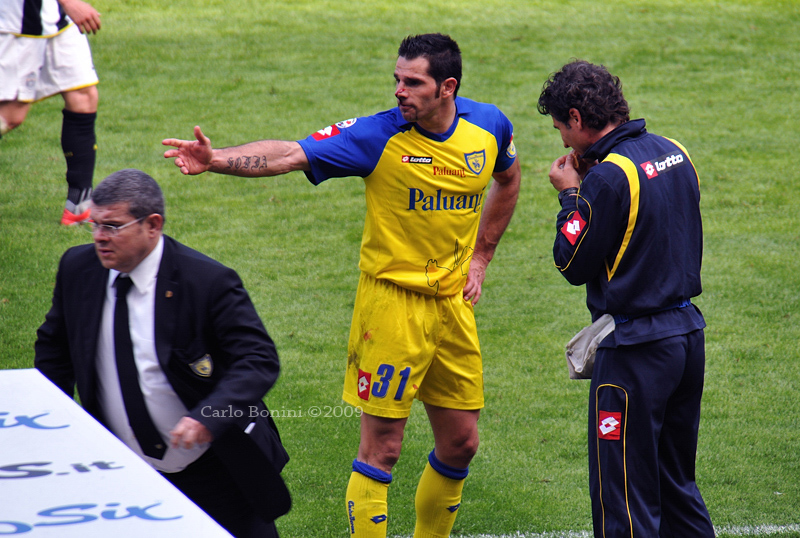
Pellissier (al centro) discute con la panchina clivense nel 2009, durante la trasferta di Torino contro la, in cui siglò una tripletta nel 3-3 finale.

Nel campionato del ritorno in A, dopo un avvio in sordina, riesce a rendersi decisivo per la salvezza del Chievo segnando 13 reti, uguagliando il suo stesso record. Il 5 aprile 2009 realizza la prima tripletta in A, consentendo ai veronesi di pareggiare sul campo della Juventus. Tra le stagioni 2009-2010 e 2010-2011 mette a segno 21 reti in campionato, 11 per stagione, contribuendo a tranquille salvezze di metà classifica da parte del club. Nella partita con il Novara del 2 febbraio 2012, vinta per 2-1, mette a segno la centesima marcatura in gialloblù e termina la stagione con 8 reti segnate. Alla prima giornata del campionato 2012-13 festeggia le 300 presenze in A con un gol al Bologna e termina il campionato prematuramente dopo aver collezionando 24 presenze e 5 reti a causa di un grave infortunio.
La stagione successiva è molto complicata per il recordman clivense: il tecnico Eugenio Corini, suo compagno di squadra nei primi anni 2000, lo esclude infatti dalla squadra titolare, relegandolo ad allenarsi con la formazione Primavera e inserendolo solamente in alcuni spezzoni finali di partita, dove segna appena una rete, comunque decisiva contro l’Udinese. Al termine della stagione, dopo il rinnovo del contratto di Corini, Pellissier dichiara di voler lasciare il Chievo perché deluso dalla mancanza di fiducia dell’allenatore e della società nei suoi confronti.
Decide di rimanere comunque al Chievo e, dopo l’esonero di Corini e l’arrivo di Rolando Maran sulla panchina dei gialloblù, il 9 novembre 2014, subentra a Ezequiel Schelotto nella ripresa del match contro il Cesena, dove sigla una doppietta decidendo il match nei minuti di recupero e regalando al Chievo tre punti fondamentali per la salvezza. Dopo questa partita Pellissier torna a ricoprire un ruolo centrale nel Chievo, affermandosi nuovamente tra i titolari dopo il difficile periodo ai margini della rosa. Il giorno del suo 36º compleanno, segnando nuovamente contro il Cesena nel match vinto 0-1, sale alla quota di 90 centri in A eguagliando Van Basten e Zola: la vittoria dell'incontro garantisce la salvezza ai veneti per il campionato 2014-15, al termine di cui segna 7 reti.

###### 2015-2019

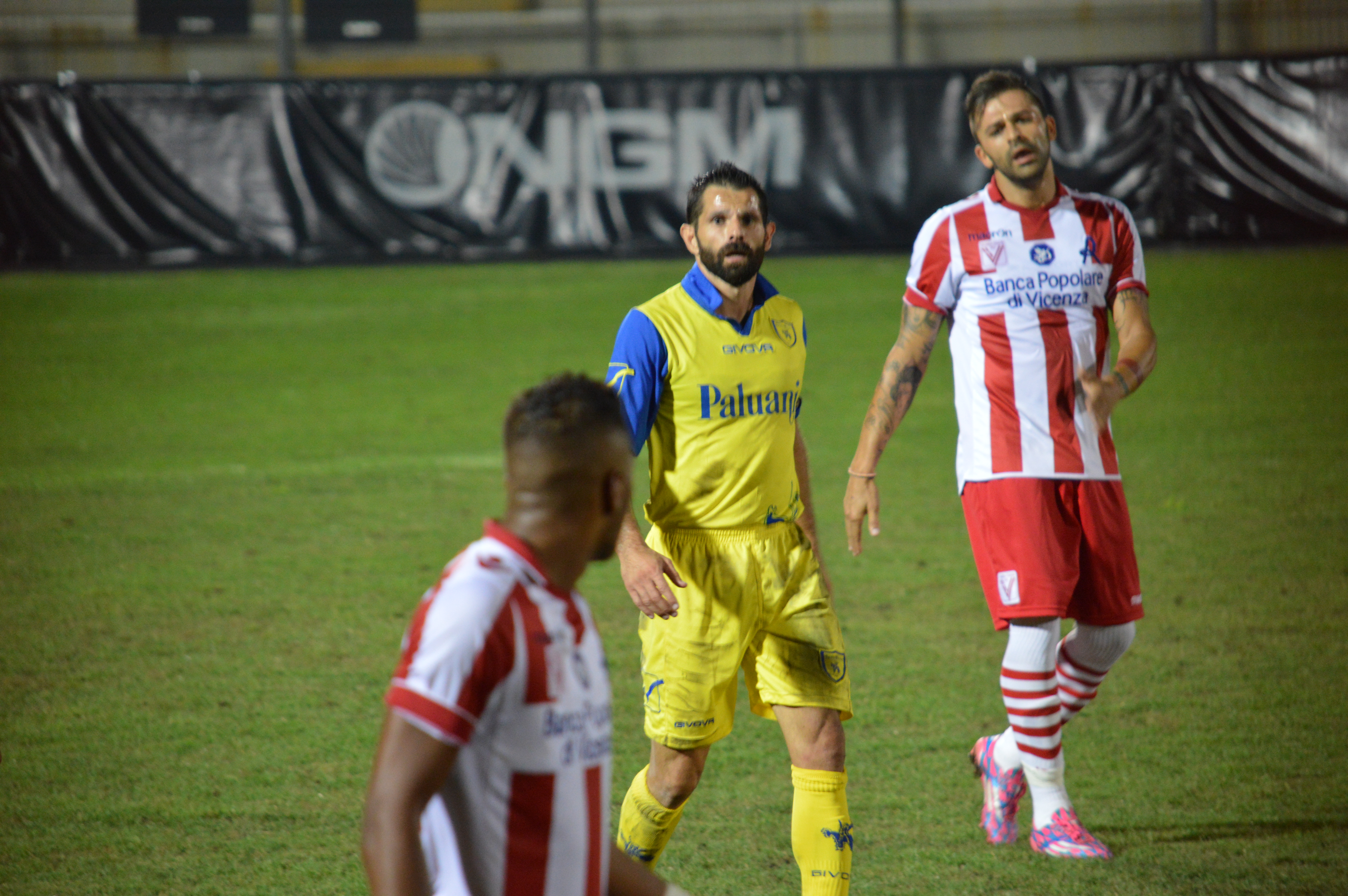
Pellissier (al centro) in amichevole nell'estate 2015 contro il

Il 20 aprile 2016 va a segno (per due volte) contro il Frosinone, risultando il marcatore clivense più anziano in A (con 37 anni e 8 giorni) e termina la stagione realizzando 5 reti. L'11 dicembre seguente, grazie alla rete nel 2-0 contro il Palermo, taglia il traguardo delle 100 realizzazioni in Serie A. Al termine della stagione 2016-2017 mette a segno 10 reti, di cui 9 in campionato. Il 22 ottobre 2017, realizza la rete decisiva nel derby con l'Hellas Verona che permette al Chievo di trionfare per 3 reti a 2. A livello personale, batte un altro primato nella stracittadina scaligera del 29 novembre 2017 valida per la Coppa Italia: contro l'Hellas sblocca il risultato della gara (inedita in coppa nazionale) divenendo il capocannoniere dei derby (4º gol ai rivali cittadini), fallendo però il proprio tentativo nell'epilogo ai tiri di rigore.
Il 26 settembre 2018 disputa sul campo del Genoa la sua cinquecentesima gara con la maglia dei mussi e il 7 ottobre 2018, a 39 anni, va a segno contro il Milan nella sconfitta esterna del Chievo per 3-1, realizzando così almeno un gol per la diciassettesima stagione consecutiva su altrettante disputate con la casacca gialloblù. La stagione del Chievo si rivela però negativa e vede la squadra retrocedere già ad aprile da ultima in classifica, dopo undici anni consecutivi di militanza.
Il 10 maggio 2019 Pellissier annuncia il ritiro al termine della stagione, abbandonando il calcio giocato all'età di 40 anni; in suo onore, il Chievo decide di ritirare la maglia numero 31, vestita dal giocatore durante tutta la sua carriera al Chievo. Il 19 maggio gioca la sua penultima partita, ultima al Bentegodi, contro la Sampdoria, venendo poi sostituito al 72' da Manuel Pucciarelli. Prima dell’inizio del match, il presidente del Chievo Luca Campedelli annuncia che Pellissier sarà presidente operativo del club a partire dalla stagione successiva. Infine, il 25 maggio gioca la sua ultima partita da calciatore professionista, al Benito Stirpe contro il Frosinone, ma anche l'ultima partita del campionato: durante il match segna anche un gol che porta la sua squadra in vantaggio, ma poi annullato per fuorigioco, terminando così in parità la sua ultima partita giocata.
Del Chievo, in diciassette stagioni ne è assurto a primatista di presenze in Serie A e in tutte le competizioni, oltreché a migliore marcatore in massima serie con 112 reti; tra i marcatori assoluti in maglia clivense è preceduto solo da Bruno Vantini, autore di 159 gol.

##### Clivense
A due anni di distanza dal primo ritiro dal calcio professionistico, e dopo avere fondato la società dilettantistica Clivense iscrittasi in Terza Categoria, nella stagione 2021-2022 torna a giocare col doppio ruolo di presidente-calciatore: il debutto in campionato arriva il 13 aprile 2022, in occasione della vittoria per 5-0 sul Pozzo che sancisce la promozione della Clivense in Seconda Categoria, incontro nel quale Pellissier mette a segno una doppietta. Il successivo 30 luglio, a causa della regola federale che vieta ai presidenti di scendere in campo, annuncia il secondo e definitivo ritiro dal calcio giocato.

#### Nazionale
Convocato in nazionale da Lippi nel 2009, il 6 giugno ottiene la sua unica presenza in azzurro contro l'Irlanda del Nord, segnando il gol del definitivo 3-0 undici minuti dopo il suo ingresso in campo.

### Dirigente
Subito dopo il ritiro dal calcio professionistico, nel giugno 2019 diventa responsabile dell'area tecnica del Chievo oltreché del calciomercato, affiancato in questa veste dal procuratore Giorgio De Giorgis. A dicembre ottiene l'abilitazione da direttore sportivo. Al termine della stagione 2020-2021, a causa di alcuni screzi proprio con De Giorgis, lascia la carica, anche se le dinamiche rimangono poco chiare.
Nel luglio 2021 diventa direttore generale del Rovigo, militante nel campionato veneto di Prima Categoria. Un mese dopo si adopera onde dare continuità alla storia del Chievo, in procinto di essere escluso dal calcio professionistico per inadempienze economico-amministrative: il tentativo di formare una cordata di imprenditori finalizzata a iscrivere la squadra in Serie D va a vuoto, sicché il 23 agosto 2021 Pellissier ottiene il via libera dalla FIGC per l'affiliazione con una propria società e l'iscrizione al campionato veneto di Terza Categoria; non potendo usare il nome "Chievo" per la privativa imposta dal club storico, viene adottata la ragione sociale Football Club Clivense. Divenuto presidente e tesserato del nuovo sodalizio, Pellissier continua al contempo a ricoprire la carica di diggì del Rovigo, che manterrà per il successivo biennio.
Nel luglio 2022 la Clivense, neopromossa sul campo in Seconda Categoria, acquisisce il club dilettantistico del San Martino Speme, che assume la nuova denominazione di Clivense SM e va a disputare, grazie al nuovo titolo sportivo, il campionato veneto di Eccellenza. Nella stagione seguente la neonata società raggiunge la promozione in Serie D.
Nel maggio 2024 Pellissier ottiene all'asta il marchio "Chievo": il mese seguente la Clivense cambia denominazione in Chievo, sicché dalla stagione 2024-2025 il club riprende de facto la tradizione sportiva del sodalizio che aveva visto Pellissier protagonista da calciatore. Il 14 aprile 2025, con l'ingresso nell'organigramma societario di Pietro Laterza e Luigi Tavernise, rispettivamente in veste di presidente e vicepresidente, Pellissier rimane in società con i ruoli di presidente onorario e responsabile dell'area tecnica.

## Procedimenti giudiziari
Nel febbraio 2011 è stato indagato dalla procura di Cremona per un presunto coinvolgimento nello "scandalo scommesse" di quell'anno: secondo gli ex calciatori Massimiliano Longhi e Gianfranco Parlato, il valdostano avrebbe agito in favore degli scommettitori Antonio Bellavista e Massimo Erodiani. Pellissier viene assolto nel 2012 dall'accusa di aver aggiustato irregolarmente l'esito di alcune partite. Nel luglio 2019 il tribunale di Bologna ha dichiarato estinta l'accusa di partecipazione ad associazione a delinquere per Pellissier e per altri 25 imputati.

## Statistiche
Tra club, la nazionale maggiore e le nazionali giovanili, Pellissier ha giocato globalmente 636 partite segnando 177 reti, alla media di 0,29 gol a partita.

### Presenze e reti nei club
Statistiche aggiornate al 13 aprile 2022.
| Stagione        | Squadra         | Campionato      | Campionato | Campionato | Coppe nazionali | Coppe nazionali | Coppe nazionali | Coppe europee | Coppe europee | Coppe europee | Altre coppe | Altre coppe | Altre coppe | Totale | Totale |
| Stagione        | Squadra         | Comp            | Pres       | Reti       | Comp            | Pres            | Reti            | Comp          | Pres          | Reti          | Comp        | Pres        | Reti        | Pres   | Reti   |
| --------------- | --------------- | --------------- | ---------- | ---------- | --------------- | --------------- | --------------- | ------------- | ------------- | ------------- | ----------- | ----------- | ----------- | ------ | ------ |
| 1996-1997       | Torino          | B               | 1          | 0          | CI              | 0               | 0               | -             | -             | -             | -           | -           | -           | 1      | 0      |
| 1997-1998       | Torino          | B               | 0          | 0          | CI              | 1               | 0               | -             | -             | -             | -           | -           | -           | 1      | 0      |
| Totale Torino   | Totale Torino   | Totale Torino   | 1          | 0          |                 | 1               | 0               |               | -             | -             |             | -           | -           | 2      | 0      |
| 1998-1999       | Varese          | C1              | 27         | 4          | CI-C            | 3               | 1               | -             | -             | -             | -           | -           | -           | 30     | 5      |
| 1999-2000       | Varese          | C1              | 26         | 5          | CI-C            | 4               | 4               | -             | -             | -             | -           | -           | -           | 30     | 9      |
| Totale Varese   | Totale Varese   | Totale Varese   | 53         | 9          |                 | 7               | 5               |               | -             | -             |             | -           | -           | 60     | 14     |
| 2000-2001       | SPAL            | C1              | 14         | 3          | CI-C            | 1               | 0               | -             | -             | -             | -           | -           | -           | 15     | 3      |
| 2001-2002       | SPAL            | C1              | 30         | 14         | CI-C            | 5               | 4               | -             | -             | -             | -           | -           | -           | 35     | 18     |
| Totale SPAL     | Totale SPAL     | Totale SPAL     | 44         | 17         |                 | 6               | 4               |               | -             | -             |             | -           | -           | 50     | 21     |
| 2002-2003       | Chievo          | A               | 25         | 5          | CI              | 4               | 0               | CU            | 1             | 0             | -           | -           | -           | 30     | 5      |
| 2003-2004       | Chievo          | A               | 27         | 3          | CI              | 1               | 0               | -             | -             | -             | -           | -           | -           | 28     | 3      |
| 2004-2005       | Chievo          | A               | 34         | 7          | CI              | 0               | 0               | -             | -             | -             | -           | -           | -           | 34     | 7      |
| 2005-2006       | Chievo          | A               | 34         | 13         | CI              | 2               | 0               | -             | -             | -             | -           | -           | -           | 36     | 13     |
| 2006-2007       | Chievo          | A               | 36         | 9          | CI              | 1               | 0               | UCL+CU        | 2+0           | 0+0           | -           | -           | -           | 39     | 9      |
| 2007-2008       | Chievo          | B               | 37         | 22         | CI              | 1               | 0               | -             | -             | -             | -           | -           | -           | 38     | 22     |
| 2008-2009       | Chievo          | A               | 38         | 13         | CI              | 1               | 1               | -             | -             | -             | -           | -           | -           | 39     | 14     |
| 2009-2010       | Chievo          | A               | 35         | 11         | CI              | 1               | 1               | -             | -             | -             | -           | -           | -           | 36     | 12     |
| 2010-2011       | Chievo          | A               | 35         | 11         | CI              | 0               | 0               | -             | -             | -             | -           | -           | -           | 35     | 11     |
| 2011-2012       | Chievo          | A               | 35         | 8          | CI              | 1               | 0               | -             | -             | -             | -           | -           | -           | 36     | 8      |
| 2012-2013       | Chievo          | A               | 24         | 5          | CI              | 1               | 1               | -             | -             | -             | -           | -           | -           | 25     | 6      |
| 2013-2014       | Chievo          | A               | 22         | 1          | CI              | 1               | 0               | -             | -             | -             | -           | -           | -           | 23     | 1      |
| 2014-2015       | Chievo          | A               | 27         | 7          | CI              | 1               | 0               | -             | -             | -             | -           | -           | -           | 28     | 7      |
| 2015-2016       | Chievo          | A               | 19         | 5          | CI              | 1               | 0               | -             | -             | -             | -           | -           | -           | 20     | 5      |
| 2016-2017       | Chievo          | A               | 30         | 9          | CI              | 1               | 1               | -             | -             | -             | -           | -           | -           | 31     | 10     |
| 2017-2018       | Chievo          | A               | 19         | 1          | CI              | 1               | 1               | -             | -             | -             | -           | -           | -           | 20     | 2      |
| 2018-2019       | Chievo          | A               | 19         | 4          | CI              | 0               | 0               | -             | -             | -             | -           | -           | -           | 19     | 4      |
| Totale Chievo   | Totale Chievo   | Totale Chievo   | 496        | 134        |                 | 18              | 5               |               | 3             | 0             |             | -           | -           | 517    | 139    |
| 2021-2022       | Clivense        | 3ª Cat.         | 1          | 2          | -               | -               | -               | -             | -             | -             | -           | -           | -           | 1      | 2      |
| Totale carriera | Totale carriera | Totale carriera | 595        | 162        |                 | 32              | 14              |               | 3             | 0             |             | -           | -           | 630    | 176    |

### Cronologia presenze e reti in nazionale
| Cronologia completa delle presenze e delle reti in nazionale ― Italia | Cronologia completa delle presenze e delle reti in nazionale ― Italia | Cronologia completa delle presenze e delle reti in nazionale ― Italia | Cronologia completa delle presenze e delle reti in nazionale ― Italia | Cronologia completa delle presenze e delle reti in nazionale ― Italia | Cronologia completa delle presenze e delle reti in nazionale ― Italia | Cronologia completa delle presenze e delle reti in nazionale ― Italia | Cronologia completa delle presenze e delle reti in nazionale ― Italia |
| Data                                                                  | Città                                                                 | In casa                                                               | Risultato                                                             | Ospiti                                                                | Competizione                                                          | Reti                                                                  | Note                                                                  |
| --------------------------------------------------------------------- | --------------------------------------------------------------------- | --------------------------------------------------------------------- | --------------------------------------------------------------------- | --------------------------------------------------------------------- | --------------------------------------------------------------------- | --------------------------------------------------------------------- | --------------------------------------------------------------------- |
| 6-6-2009                                                              | Pisa                                                                  | Italia                                                                | 3 – 0                                                                 | Irlanda del Nord                                                      | Amichevole                                                            | 1                                                                     | 62’                                                                   |
| Totale                                                                |                                                                       | Presenze                                                              | 1                                                                     |                                                                       | Reti                                                                  | 1                                                                     |                                                                       |

### Record
- Primatista di presenze complessive con il Chievo (517).[66]
- Primatista di presenze (459) e reti (112) in Serie A con il club.[29]
- Marcatore più anziano del club in Serie A (39 anni e 290 giorni).[29]
- Marcatore più prolifico del derby di Verona (4 gol).[3][33][67][68]

## Palmarès

### Club

#### Competizioni giovanili
- Torneo di Viareggio: 1

Torino: 1998

#### Competizioni nazionali
- Campionato italiano di Serie B: 1

Chievo: 2007-2008

#### Competizioni provinciali
- Terza Categoria: 1

Clivense: 2021-2022